# L'ultimo dei Vostiachi
L'ultimo dei Vostiachi è un romanzo del 2001 dello scrittore italiano Diego Marani.
Nel 2002 il romanzo ha vinto il Premio Stresa di Narrativa ed è stato tra i finalisti del Premio Campiello.
Si tratta di una satira dei pregiudizi del mondo accademico e della ricerca filologica, ma solleva anche una riflessione sul linguaggio come un simbolo d'identità e sulla solitudine degli ultimi parlanti di una lingua che sta per scomparire.

## Trama
Il personaggio centrale è un nativo della Siberia, con un passato di recluso in un gulag, che parla una lingua quasi scomparsa, e rappresenta l'ultimo residuo di una sonorità che sta per sparire.
Un'investigatrice russa, che riesce a comprenderlo, lo vuole portare ad un congresso sulle lingue uraliche a Helsinki.
Un professore finlandese, però, tenterà d'impedire che il siberiano possa rappresentare la prova vivente della connessione filologica tra il finlandese e le lingue dei nativi americani. 